# جو روبنسون (لاعب كرة قدم بريطاني)
جو روبنسون (بالإنجليزية: Joe Robinson)‏ هو مدرب كرة قدم ولاعب كرة قدم بريطاني (وحمل سابقاً جنسية المملكة المتحدة لبريطانيا العظمى وأيرلندا) في مركز حراسة المرمى، ولد في 4 مارس 1919 في المملكة المتحدة، وتوفي في 12 يوليو 1991 في ستوكبورت في المملكة المتحدة. لعب مع نادي بلاكبول ونادي هارتلبول يونايتد وهال سيتي.

## وصلات خارجية
- جو روبنسون على موقع قاعدة بيانات كرة القدم.إي يو (الإنجليزية)
- جو روبنسون على موقع Soccerbase.com (لاعب) (الإنجليزية)